# Hallasan
El Hallasan (en coreà: 한라산) és un volcà d'escut de la illa de Jeju, a Corea del Sud. És el punt més alt de Corea del Sud. L'àrea del voltant del volcà és una zona protegida anomenada Parc Nacional Hallasan (Hallasan Gungnip Gongwon / 한라산국립공원 / 漢拏山國立公園) i que ha estat declarada patrimoni mundial per la UNESCO. El Hallasan és considerat com una de les tres principals muntanyes de Corea del Sud, sent les antres dues el Jirisan i el Seoraksan. El volcà és tant massiu que forma la major part de l'illa de Jeju.

## Etimologia
En hangul el nom de la muntanya s'escriu com a Hannasan (산), malgrat que encara es pronuncia el nom com a Hallasan. En el passat la muntanya s'ha conegut per diversos noms com ara Buak (부악 / 釜 岳), Wonsan (원산 / 圓 山), Jinsan (진산 / 鎭 山), Seonsan (선산 / 仙山), Dumuak (두 무악 / 頭 無 岳, Burasan (부라 산 / 浮 羅山), Yeongjusan 영주산 (瀛州 山), i Hyeolmangbong (혈 망봉 / 穴 望 峯); cadascun d'aquests noms s'identifica o es relaciona amb llegendes o significats diferents. Algunes fonts antigues anglosaxones anomenen el volcà com a Mont Auckland.
Dins el cràter hi ha un llac anomenat Baengnokdam que significa literalment llac del cérvol blanc, ja que segons una llegenda, era el lloc on descendien els homes del cel per a jugar amb cérvols blancs.

## Geografia
El Hallasan és un volcà d'escut massiu que constitueix la major part de la illa de Jeju, i sovint es considera que representa l'illa en si mateixa. És possible veure el volcà des de qualsevol punt de l'illa, malgrat que el cim sol estar cobert per núvols. La muntanya va ser declarada com a Monument Nacional de Corea (núm. 182).

## Flora i fauna
Al Hallasan hi creixen diferents tipus de plantes segons a l'alçada que ens trobem. Als peus de la muntanya hi ha boscos subtropicals, mentre que a la zona central s'hi troben boscos temperats; a les zones més elevades s'hi troben boscos sub-àrtics. Prop del cim, s'hi troba una espècie endèmica de Corea, l'Abies koreana, àmpliament distribuïda. A les zones de prat i a les zones més rocoses també hi creixen algunes espècies de planta rares.
Al volcà hi conviuen animals tant de climes tropicals com àrtics; s'hi troben 873 espècies d'insectes; 198 d'aus; 8 de rèptils i 17 de mamífers. Algues d'aquestes com el Capreolus pygargus, Felis bengalensis euptilura i Bombina orientalis es troben en perill d'extinció i gaudeixen de certa protecció.

## Geologia
El sòl del Hallasan es troba constituït principalment per cendra volcànica, amb certes quantitats de sorres volcàniques i lapil·li. Els continguts en matèria orgànica del sòl són més elevats que qualsevol altre sòl a Corea del Sud, així com ho és el drenatge; això fa que aquest tipus de sòl no sigui el més adequat per l'agricultura. L'illa volcànica va començar a formar-se durant el Pliocè, en la plataforma continental situada uns 100 m per sota del nivell del mar. Les erupcions de basalt i traquites en forma de lava constituïren l'illa que actualment arriba fins als 1.950 m.s.n.m. Al cim del volcà s'hi troba el gran cràter, que fa més de 400 m de diàmetre. Als vessants del volcà s'hi troben dins a 360 cons secundaris (oreum (오름) en el dialecte de Jeju). La majoria d'aquests cons secundaris són cons de cendra i escòria, però també s'hi troben cúpules de lava i prop de 20 anelles de tova prop de la costa.
El volcà es considera actiu, ja que l'última erupció fou fa uns 5.000 anys (es consideren actius aquells amb activitat en els últims 10.000 anys); malgrat que aquesta classificació genera alguna discòrdia pel fet que el volcà necessita més monitorització per a saber si realment es troba actiu o no.
A l'interior del cràter s'hi troba un llac anomenat Baengnokdam (백록담 / 白鹿潭); literalment llac del cérvol blanc, que es formà pel col·lapse de la part superior de la cresta pel moviment del magma sota terra. Depenent de la temporada, la circumferència del llac pot arribar als 2 km i la seva profunditat als 100 m.
Les roques de les parets est i oest del llac són diferents. La paret oriental està formada per lava basàltica o traquibasàltica amb 2-5 metres de gruix en la seva part superior; a la part inferior hi ha una capa de sediment. La paret occidental està formada per un dom de lava traquítica. El cràter no es va formar per una erupció, sinó pel col·lapse del material que formava el cim del volcà.

## Galeria

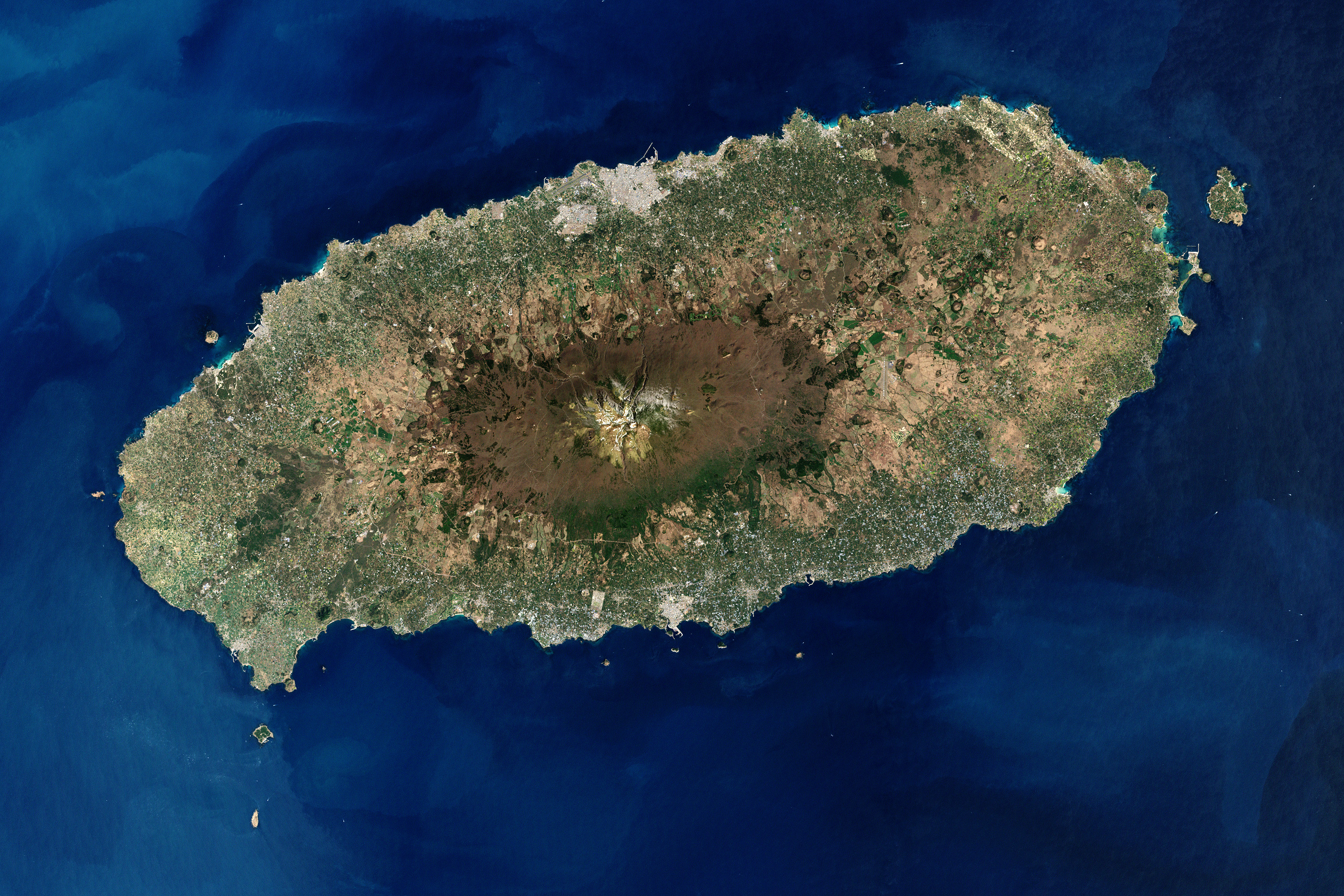
Illa de Jeju amb el Hallasan al centre
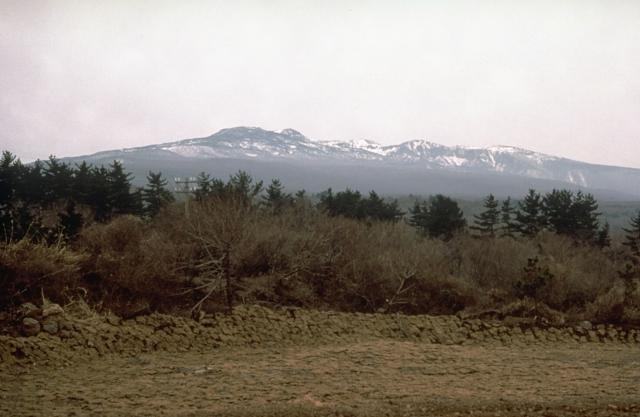
Hallasan